# Boende
Boende é uma cidade da República Democrática do Congo, capital da província de Chuapa. Segundo estimativa para 2010, 33.765 habitantes.